# 奥利瓦德普拉森西亚
奥利瓦德普拉森西亚，是西班牙埃斯特雷马杜拉卡塞雷斯省的一个市镇。总面积89平方公里，总人口283人（2001年），人口密度3人/平方公里。